# Willem Westerman
Willem Westerman (Amsterdam, 14 november 1864 - 's-Gravenhage, 11 juni 1935) was een Nederlands bankier.

## Levensloop
Westerman was de zoon van een boekhandelaar die in 1872 overleed. Na openbaar lager en middelbaar onderwijs werkte hij vanaf 1881 als bankbediende en verwierf een aantal praktijkdiploma’s. Van 1892 tot 1898 werkte hij bij verschillende ondernemingen aan de oostkust van Sumatra.
Terug in Nederland werkte hij als correspondent van Indische bladen en schreef een boek over de tabakscultuur. Vanaf April 1901 werkte hij weer in het bankwezen, eerst een jaar bij de Incasso Bank, daarna bij de Rotterdamsche Bank waar hij begin mei 1904 in de directie werd opgenomen.
In 1910 kreeg Westerman bij de Rotterdamsche Bank de titel president van een driehoofdige directie die verder bestond uit J.P. van Tienhoven en Karel Paul van der Mandele. 
Dit drietal zorgde voor een grote expansie door de fusie met de Deposito- en Administratiebank te Rotterdam tot Rotterdamsche Bankvereeniging (Robaver), en - door overneming van de oude effectenfirma Determeyer Weslingh & Zoon - een vestiging te Amsterdam, waardoor de bank toegang tot de Amsterdamse effectenbeurs kreeg. Door verdere overnames werd de Robaver de grootste bank van Nederland en kreeg Westerman binnen de bankwereld de bijnaam Willem de veroveraar.
In 1923 kwam de Robaver in moeilijkheden door een krediet van 25 miljoen gulden aan het bedrijf van Anton Kröller, die ook grootaandeelhouder in de bank was. De Robaver kreeg in 1924 een steunkrediet van De Nederlandsche Bank en Westerman moest aftreden als directeur.